# Pellston
Pellston – wieś w Stanach Zjednoczonych, w stanie Michigan, w hrabstwie Emmet.